# Non so ballare
| Recensione | Giudizio |
| ---------- | -------- |
| Rockol     | 7/10     |

Non so ballare è il terzo album in studio della cantautrice italiana Annalisa, pubblicato il 14 febbraio 2013 dalla Warner Music Italy.

## Concezione
Composto da undici tracce, l'album contiene i due inediti presentati dalla cantante al Festival di Sanremo 2013, l'omonimo Non so ballare, scritto e composto da Ermal Meta, e il singolo di lancio Scintille, scritto e composto da Dardust assieme ad Antonio Galbiati.
Il disco vede come autori e compositori anche Antonio Galbiati, Fabio Campedelli, Roberto Casalino, Niccolò Verrienti, Andrea Amati ed Emiliano Cecere, rappresentanti gli autori storici della cantante. La traccia Tutta l'altra gente è un riadattamento di un brano di scrittura e composizione di Annalisa precedente al suo debutto solista, presente nell'archivio SIAE con il titolo L'altra gente. La versione inserita nell'album, presente anch'essa nel medesimo archivio, vede nuovamente la stessa Annalisa come unica autrice del testo, mentre le musiche, sono affidate alla stessa con anche la collaborazione di Pino Perris. Quest'ultimo, nel brano, si è occupato principalmente di curare le armonizzazioni.
In questo lavoro discografico la cantante ha curato tutti gli arrangiamenti vocali, in un secondo momento è intervenuta anche Roberta Bacciolo. Davide Graziano, ex batterista degli Africa Unite, ha curato sia la produzione artistica sia gli arrangiamenti. L'arrangiamento degli archi è invece di Daniel Bestonzo e Massimo Camarca. Fabrizio Argiolas si è occupato della registrazione, del missaggio, del mastering e del montaggio sia della musica che delle voci del disco con l'assistenza di Christian De Maestri. Per quanto riguarda i musicisti, troviamo Alessandro Svampa, Massimo Camarca, Stefano Camarca, Daniel Bestonzo e il sopracitato Davide Graziano. Partecipano come special guest: Claudio Broglio, Cecio Grano, Roberta Bacciolo, DJ Double S, Mr. T–bone e Manuel Zigante. Annalisa dirige, per le voci maschili, il Coro del Gigante in Io tu e noi.

## Tematiche
Le tematiche del disco ripercorrono vari aspetti dell'amore, da quello malinconico a quello ironico, rappresentativi per la stessa discografia solista della cantante. In questo lavoro vengono affrontati per la prima volta temi sociali come la dipendenza e la conseguente solitudine nel secondo singolo, Alice e il blu, derivante quest'ultima dalla schiavitù dei desideri della protagonista. Problematiche che allontanano Alice dalla realtà, escludendola dalla stessa, rispetto al mondo illusorio ed utopico che si era creata mentalmente. Il brano si presenta con una narrazione identica a quella delle favole, con uno sviluppo ed una morale finale. Viene inoltre affrontato il tema sociale della violenza contro le donne, quest'ultimo trattato con le dovute precauzioni, nella traccia Spara amore mio. Il brano pone l'accento e mette in guardia su un amore cieco che spesso fa rimanere la donna, per un istinto puramente femminile, vicino al proprio carnefice piuttosto che allontanarsene. Amore cieco che fa sì che la donna sia disposta ad accettare e a subire qualsiasi cosa pur di non perdere la persona amata. Nel brano è possibile sentire la voce delle emergenze statunitensi, il 911.

La stessa cantante in merito dichiara:

## Stile musicale
Il genere, come nei suoi precedenti lavori è principalmente pop qui prevalente nella variante pop rock, ma per la prima volta è caratterizzato da molteplici sfumature, in prevalenza caratterizzate da impronte jazz. Troviamo atmosfere jazz sia nel brano Scintille che in Io tu e noi, quest'ultimo caratterizzato dal tipico sound jazz anni 40. La stessa cantante ha dichiarato di considerare il jazz, scoperto, dopo un primo momento di interesse per il metal, verso i 20 anni, così forte per lei da rappresentare la base della musica come il classico lo è per la danza. A livello stilistico musicale, oltre al jazz, troviamo sia una impronta musicale minimal che rappresenta il brano cantautorale Tutta l'altra gente, accompagnato dalla sola chitarra classica sia dalle sfumature vagamente folk in Alice e il blu. Il minimal ricompare anche nella musiche della traccia di chiusura, La prima volta, composte da pianoforte e violoncello.

## Promozione

### Singoli
L'uscita dell'album è stata anticipata dai brani Non so ballare e dal primo singolo Scintille, entrambi presentati per la prima volta dalla cantante in occasione della sua partecipazione al Festival di Sanremo 2013.
Il secondo singolo estratto, Alice e il blu, è stato pubblicato il 12 aprile 2013, mentre il terzo estratto, A modo mio amo, curato sia nel testo che nelle musiche da Roberto Casalino, esce il 24 giugno 2013. Nel gennaio 2014, la title track Non so ballare assieme all'inedito Capirai, pubblicati come bonus track dell'edizione digitale di iTunes di Mentre tutto cambia venduto nei Paesi Bassi, vengono inseriti nella colonna sonora del film olandese Toscaanse Bruiloft, di cui Tutto sommato è il brano principale.
L'album, inoltre, si è classificato al 2º posto nella categoria Miglior album italiano del 2013 ai Rockol Awards 2013.

### Tour

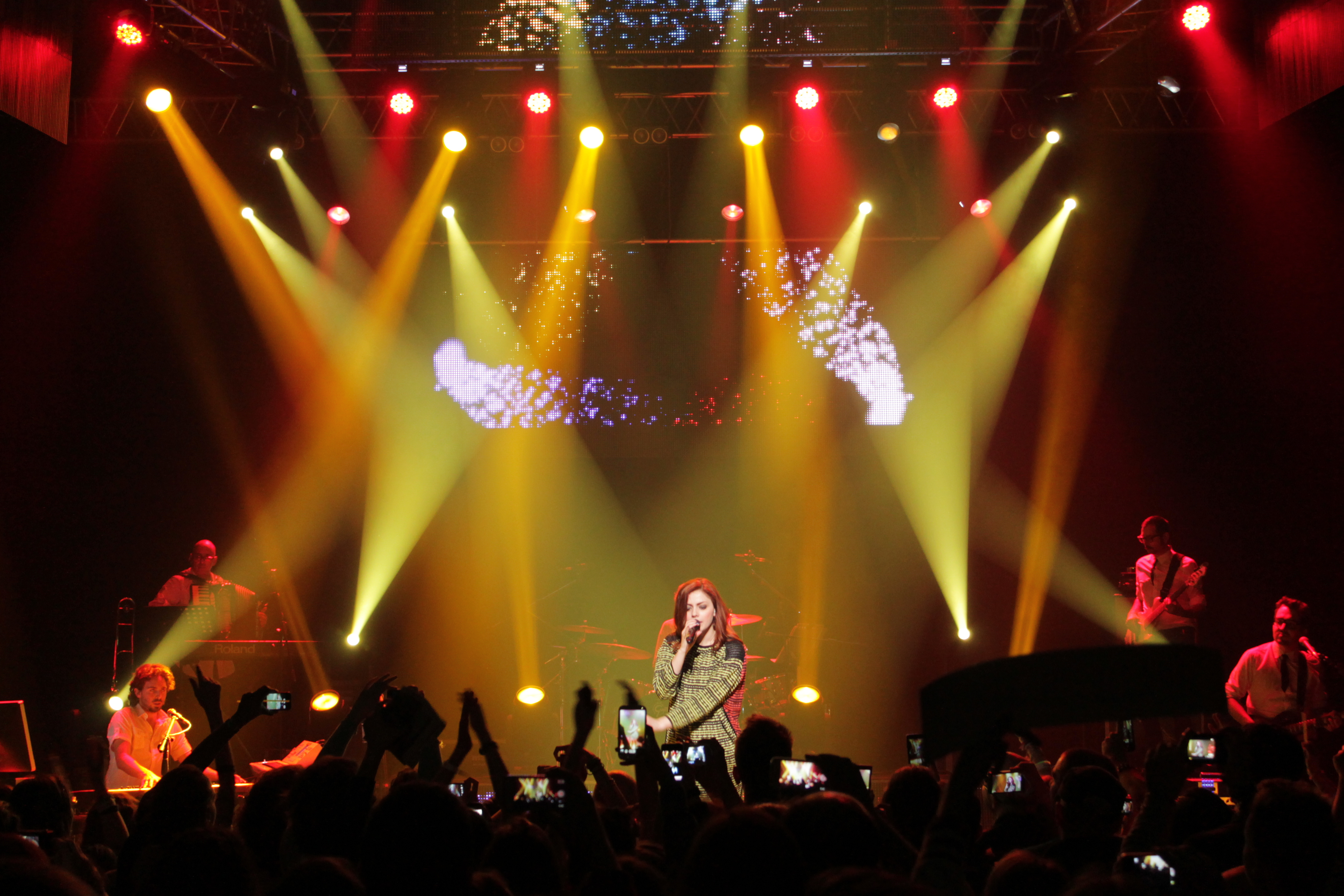
Annalisa durante il concerto al Teatro Nazionale di Milano il 3 maggio 2013

Il 21 marzo 2013 la cantante rende noto attraverso Facebook, l'inizio del Non so ballare tour, ufficializzando le prime due date. Il tour è iniziato a Milano il 3 maggio 2013 presso il Teatro Nazionale ed è proseguito due giorni più tardi con la seconda tappa di Roma presso l'Auditorium Parco della Musica; entrambe le date hanno registrato il tutto esaurito. La data zero invece si è svolta il 27 aprile al Cineteatro Giovanni Paolo II.
Il tour, nonostante il cambio di nome, mantiene la caratteristica teatrale delle due anteprime teatrali della seconda parte del Mentre tutto cambia tour che avevano lo scopo di anticipare, con le due "date-vetrina" sempre di Roma e Milano, questo nuovo tour.
Con questo secondo tour è cambiata totalmente la formazione della band, con l'introduzione anche di strumenti non utilizzati in precedenza, come il trombone e la fisarmonica, suonati da Giuseppe Calamosca. L'intento della cantante è stato quello di portare il concetto del club live in teatro, attraverso l'utilizzo di un suono unico per accompagnare brani diversi tra loro. A tal fine, i brani tratti dai suoi tre album in studio, così come anche le cover, sono stati reinterpretati ed arrangiati in chiave sia jazz che rock, coadiuvati dai vari strumenti, il tutto interamente dal vivo senza nessuna base di sequenza registrata in precedenza. Anche il brano minimal Tutta l'altra gente è stato proposto accompagnato live sia dal pianoforte che dalla batteria per finire con un assolo di trombone.
Il tour è continuato prevalentemente in piazze.
Il Non so ballare Tour si è classificato al 2º posto nella categoria Miglior Concerto/Festival/Tour italiano ai Rockol Awards 2013.

## Tracce
1. Scintille – 3:08 (Dario Faini, Antonio Galbiati)
2. Alice e il blu – 3:58 (Dario Faini)
3. A modo mio amo – 3:42 (Roberto Casalino)
4. Ed è ancora settembre – 3:43 (Dario Faini, Emiliano Cecere, Fabio Campedelli, Andrea Amati)
5. Spara amore mio – 3:44 (Dario Faini, Ermal Meta)
6. Io tu e noi – 3:18 (Ermal Meta)
7. Tutta l'altra gente – 4:03 (testo: Annalisa Scarrone – musica: Annalisa Scarrone, Giuseppe Perris) – Riadattamento del brano registrato in SIAE come L'altra gente. La nuova versione è presente nel medesimo archivio come Tutta l'altra gente.[7]
8. Meraviglioso addio – 3:14 (testo: Dario Faini, Fabio Campedelli – musica: Dario Faini)
9. Non so ballare – 3:31 (Ermal Meta)
10. Tornerò ad amare – 3:22 (testo: Roberto Casalino – musica: Roberto Casalino, Niccolò Verrienti)
11. La prima volta – 4:12 (Ermal Meta)

## Formazione
Musicisti
- Annalisa – voce
- Roberta Bacciolo – soprano (traccia 6)
- Daniel Bestonzo – tastiera, pianoforte
- Stefano Camarca – chitarre, banjo
- Massimo Camarca – basso, contrabbasso
- Claudio Broglio – bassotuba (traccia 6)
- Alessandro Svampa – batteria, percussioni
- Manuel Zigante – violoncello (traccia 11)
- Cecio Grano – sassofono (traccia 1)
- Mr. T–bone – trombone (traccia 1)
- DJ Double S – scratch (traccia 5)
- Il Coro del Gigante – cori (traccia 6) (voci maschili dirette da Annalisa)[1]

Produzione
- Davide Graziano – produzione artistica e arrangiamenti
- Marisa Besutti – produzione esecutiva
- Annalisa – arrangiamenti vocali e concept album
- Roberta Bacciolo – arrangiamenti vocali
- Daniel Bestonzo, Massimo Camarca – arrangiamento archi
- Fabrizio Argiolas – registrazione, missaggio, mastering
- Christian "Giamaicocrinito" De Maestri – assistente
- G.G. Giai, Pippo Monaro – pre-produzione

## Successo commerciale
L'album debutta alla nona posizione della Classifica FIMI Album, per poi raggiungere in quella seguente, come posizione massima, la sesta. Esce dalla top20 nel corso della 4ª settimana di rilevamento, posizionandosi dapprima alla 21ª e successivamente alla 25ª posizione. Nelle cinque settimane seguenti scende gradualmente, entrando per le due settimane successive nella top40 ed infine nella top 50, piazzandosi inizialmente alla 55ª per poi rimanere alla 58ª posizione nelle due settimane seguenti. In contemporanea con la partenza del Non so ballare tour, risale, nel corso della 12ª settimana di rilevamento FIMI, rientrando in top 50, per poi scendere nella top70. Esce dalla top 100 nella 15ª settimana. Nel febbraio 2015, durante l'uscita di Splende, il successivo album in studio di Annalisa, Non so ballare rientra in classifica alla 93ª posizione.
Le vendite dell'album sono state supportate anche dal primo singolo estratto, Scintille che ha debuttato alla 14ª posizione della Top Singoli per poi piazzarsi in quella seguente alla 15ª, prima di uscire dalla top20 della medesima classifica.
È il 43º album più venduto nel primo semestre del 2013 in Italia, secondo la classifica di metà anno stilata da FIMI. Risulta inoltre essere l'89º album più venduto in Italia nel 2013 secondo la classifica di fine anno stilata sempre da FIMI.

## Classifiche

### Classifiche settimanali
| Classifica (2013) | Posizione massima |
| ----------------- | ----------------- |
| Italia            | 6                 |

### Classifica di fine anno
| Classifica (2013) | Posizione |
| ----------------- | --------- |
| Italia            | 89        |